# Nigera daucoides
Nigera daucoides är en flockblommig växtart som beskrevs av Pietro Bubani. Nigera daucoides ingår i släktet Nigera och familjen flockblommiga växter. Inga underarter finns listade i Catalogue of Life.